# Hammarsland
Hammarsland este o localitate din comuna Sund, provincia Hordaland, Norvegia, cu o suprafață de 0,56 km² și o populație de 875 locuitori (2013).